# Gwawl
Gwawl ist in der Walisischen Mythologie ein Bewerber um die Hand von Rhiannon. Sein Schicksal wird im Mabinogion beschrieben.

## Mythologie
Im „Ersten Zweig des Mabinogi“ Pwyll Pendefig Dyfed („Pwyll, Fürst von Dyfed“) wird erzählt, dass Rhiannon Gwawl als Gemahl ablehnt. Darum bittet sie Pwyll am Hügel von Arbeth um Hilfe. Sie erscheint ihm als Schimmelreiterin und als er sie einholt, gesteht sie ihm ihre Liebe und fordert ihn auf, zur Feier der Hochzeit in den Palast ihres Vaters Hefaidd Hen zu kommen. Bei dieser Feier erscheint aber auch Gwawl und verlangt von Pwyll die Erfüllung einer Bitte, ein Ansuchen, das nicht abgelehnt werden kann. Auf Pwylls Zusage fordert er Rhiannon von ihm. Listig vertröstet Rhiannon Gwawl auf ein Jahr, dann werde die Hochzeit gefeiert werden. Bei diesem Fest erscheint Pwyll als Bettler verkleidet und bringt Gwawl dazu, in seinen Bettelsack zu steigen.
Da drehte Pwyll den Beutel um, so dass Gwawl kopfüber im Beutel verschwand, machte den Beutel schnell zu, verknotete die Riemen und stieß in sein Horn. […] Und wie ein jeder seiner Bewaffneten hereinkam, versetzte ein jeder dem Beutel einen Stoß und fragte: „Was ist denn das hier?“ „Ein Dachs“, sagten sie. Ein solches Spiel spielten sie, dass ein jeder dem Beutel einen Stoß versetzte, sei es mit dem Fuß oder mit einem Stock. […] Und da spielte man zum ersten Mal „Dachs im Beutel“.
Seine Begleiter prügeln nun solange auf den Sack ein, bis Gwawl verspricht, auf Rhiannon zu verzichten und keine Rache üben zu wollen.
Als viele Jahre später Gwawl sich an Pryderi, dem Sohne Pwylls rächen will, lässt er das ganze Land durch den Zaubernebel seines Freundes Llwyd fab Cil Coed entvölkern und alle Tiere verschwinden. Auch Pryderi und seine Mutter Rhiannon geraten in die Gefangenschaft der Unterwelt. Manawydan, der zweite Gatte Rhiannons nach Pwylls Tod, kann sie mit Hilfe seiner Zauberkräfte aus der Gewalt Gwawls befreien und dem Lande die Fruchtbarkeit zurückgeben (siehe Manawydan fab Llŷr, „Manawydan, der Sohn Llŷrs“).
Und so rächte ich [Gwawls Helfer Llwyd] an Pryderi, dass Pwyll, das Oberhaupt von Annwn, am Hofe Hefeydds des Alten aus Übermut mit Gwawl, dem Sohn des Clud, „Dachs im Beutel“ spielte.